# Literatur und Kritik
Literatur und Kritik («literatura i crítica») és una revista de literatura austríaca. Va ser fundada el 1966 pels autors Rudolf Henz, Gerhard Fritsch i Paul Kruntorad en successió a la revista «Wort in der Zeit» que havia estat editat des del 1955. La revista pertany a l'editorial Otto Müller Verlag a Salzburg des del principi. Des del 1991 Karl-Markus Gauß n'és l'editor en cap.

## Característiques
La revista presenta textos de nous escriptors i autors joves. A més es publica literatura dels països de l'Europa de l'Est i Central. Segons la filòloga Renate Langer la revista havia estat planejada com a revista de literatura oficial d'Àustria. Tenia aquesta reputació fins a la fi dels anys 1980. El germanista Klaus Zeyringer parla «d'una de les revistes molt interessants i riques de tot el domini de parla alemanya». Literatur und Kritik té un tiratge de 4.000 exemplars (xifra del 2007).
Els editors foren Jeannie Ebner i després Kurt Klinger, tots dos coneguts autors austríacs. El 1991 l'assagista Karl-Markus Gauß esdevingué editor en cap de la revista, junt amb el cap de l'editorial Arno Kleibel. Gauß va canviar l'estil de la revista. Per exemple introduí una nova rúbrica «Kulturbriefe (cartes culturals)» que presenta assaigs amb continguts històrico-culturals. Publicava més informacions sobre la literatura de l'Europa Central i subratllà els esdeveniments internacionals en la literatura. Una part de la revista està reservada per a ressenyes crítiques. A més una generació d'autors més joves començà a col·laborar amb la seva redacció.
El número especial de 40 anys presenta textos dels primers 25 anys de Literatur und Kritik, per exemple d'Ilse Aichinger, Ingeborg Bachmann, Italo Calvino, Elias Canetti, Paul Celan, Erich Fried, Alfred Gesswein, Peter Henisch, Friederike Mayröcker, Robert Menasse, Peter Rosei, Peter Turrini i Czeslaw Milosz.

## Dossiers
Nombrosos números de Literatur und Kritik contenen «dossiers», una col·lecció de textos (assaigs, reportatges, prosa, poesia, drames curts) sobre un tema específic o la literatura d'un país. Es publicaren per exemple dossiers sobre Moldàvia, literatura sòraba, gitana i jiddisch, Portugal, Ucraïna, Guatemala, Tirol del Sud, Occitània i Bulgària.

## Cartes culturals
La rúbrica «Kulturbriefe» va ser introduïda per Karl-Markus Gauß. Aquí es publiquen assaigs i fulletons sobre temes culturals i històrico-culturals. Cada any Literatur und Kritik presenta aproximadament una dotzena de cartes culturals, usualment escrites per escriptors austríacs, per exemple de Beppo Beyerl, Max Blaeulich, Manfred Chobot, Klaus Ebner, Leopold Federmair, Andrea Grill, Drago Jančar, Michael Scharang, Wolfgang Sréter, Daniela Strigl, Christian Teissl i Manfred Wieninger.

## Poesia
Des del 2005, el primer número de l'any imprimeix poesia actual. La redacció diu que vulgui presentar les diferents formes de la poesia contemporània.

## Revista dins la Revista
El concepte «revista dins la revista» és internacional i presenta una tria de textos d'una revista de literatura en una revista de literatura d'un altre país, en traduccions o en l'original i traduccions. La idea prové de la revista eslovena «Apokalipsa». Literatur und Kritik ja va fer projectes amb revistes a Eslovènia, Hongria, Montenegro, Polònia i Croàcia.